# Combat de Tin Biden
Guerre du Mali
Batailles
Le combat de Tin Biden a lieu dans la nuit du 23 au 24 octobre 2017 pendant l'opération Barkhane, lors de la guerre du Mali. 

## Déroulement
Dans la nuit du 23 au 24 octobre 2017, l'armée française mène une « opération d’opportunité » contre un groupe de djihadistes localisés dans la région de Kidal,. Les combats ont lieu à l'oued de Tin Biden, près d'Abeïbara,. Dissimulé dans la végétation et la roche, le lieu est utilisé comme camp d'entrainement par les djihadistes,. Deux Mirage 2000 commencent par larguer quatre bombes sur le campement, puis des soldats de l'opération Barkhane et des forces spéciales de l'opération Sabre interviennent, appuyés par des hélicoptères Tigre,,. Le raid dure trois heures et s'achève à l'aube.

## Pertes
Le 26 octobre, le colonel Patrick Steiger, porte-parole de l’état-major des armées, annonce que 15 djihadistes ont été mis « hors de combat », soit tués ou capturés, et qu'aucun des combattants du groupe n'a pu s'échapper,. RFI indique : « Selon nos informations, la quasi-totalité seraient morts ». Des armes légères, des munitions et un drapeau sont saisis,. Un pick-up chargé de munitions est détruit. Les Français ne déplorent quant à eux aucune perte.
Cependant le 27 octobre, le Groupe de soutien à l'islam et aux musulmans (GSIM) publie un communiqué dans lequel il conteste les déclarations de l'armée française. Il affirme que les bombardements français ont en réalité tué onze militaires maliens qu'il retenait prisonniers et que seulement trois de ses combattants ont été tués — également par les frappes aériennes des Mirage — dont Ismaël Ag Azbay, dit « Ouseyde », le chef de l'unité qui détenait les otages,,,. Ancien militaire de l'armée malienne ayant déserté en 2006, Ismaël Ag Azbay est présenté par l'état-major français comme « un lieutenant d'Iyad Ag Ghali, spécialisé dans le recrutement et la formation des terroristes d'Ansar Dine ». Le GSIM se déclare également prêt à fournir les corps à une « instance neutre ».
Quelques jours avant l'opération française, le Groupe de soutien à l'islam et aux musulmans avait diffusé une vidéo montrant les onze militaires maliens, qui avaient été capturés dans diverses attaques entre juillet 2016 et mars 2017,,.
Le communiqué du Groupe de soutien à l'islam et aux musulmans est démenti par l'armée française qui le qualifie de « propagande »,. Cependant des militaires de l'armée malienne interrogés par RFI affirment avoir reconnu plusieurs de leurs camarades sur les photos publiées par les djihadistes. D'autres sources maliennes confirment par la suite la mort des prisonniers, mais certaines indiquent qu'ils auraient été tués par balles,. Dans un communiqué daté du 31 octobre, le ministère malien de la Défense affirme également que « des militaires maliens, détenus par des terroristes, ont trouvé la mort » au cours de l'opération,. Sur les photos diffusées par le GSIM, l'armée malienne identifie six de ses hommes, qui avaient été capturés lors de l'attaque de Nampala et l'attaque de Boulikessi.
L'armée française continue quant à elle de nier toute bavure et affirme le 7 novembre que « Parfois, il arrive que des otages soient retournés et rejoignent le camp des groupes armés ». Une source française de l'agence Reuters déclare également que « des soldats maliens passés dans les rangs djihadistes » ont été tués lors des combats, soulignant qu'il s'agissait de transfuges et non de prisonniers. Le renseignement militaire français affirme que le raid a été lancé après plusieurs jours de repérage effectué avec des drones sur le groupe ciblé : « Aucun signe d’entraves, ni du jeu de rôle entre geôliers et détenus, c’était un groupe homogène »,. La Ministre des Armées, Florence Parly, déclare également lors d'une interview à Jeune Afrique : « un certain nombre de repérages et de recueil de renseignements ont été réalisés. Ils ont permis de réunir toutes les informations permettant de penser qu’il s’agissait bien d’un camp de terroristes. Après l’opération, Barkhane est retourné sur le terrain. Les éléments recueillis ont confirmé que les renseignements qui les avaient conduits à intervenir étaient bons. [...] Nous avions de très bonnes raisons de penser qu’il ne s’agissait pas d’otages ».
Mais le ministère malien de la Défense affirme que onze militaires maliens prisonniers se trouvaient parmi les victimes du raid et début décembre, le président Ibrahim Boubacar Keïta déclare : « Il s'agissait bel et bien d'otages des terroristes et il ne faudrait pas qu'il y ait là-dessus la moindre ambiguïté entre nos amis français et nous »,.